# Stazione di Yongsan
La stazione di Yongsan (용산역, 龍山驛, Yongsan-yeok) è una delle principali stazioni di Seul, si trova nel quartiere di Yongsan-gu. Da qui partono i treni KTX della linea KTX Honam che collegano la città con la zona sudovest della penisola, e in particolare con le città di Daejeon, Gwangju, Mokpo e Yeosu. Escludendo la linea 1, la stazione è utilizzata da circa 45.000 passeggeri ogni giorno (dato 2005). In coreano il nome della stazione significa "monte del drago".

## Storia

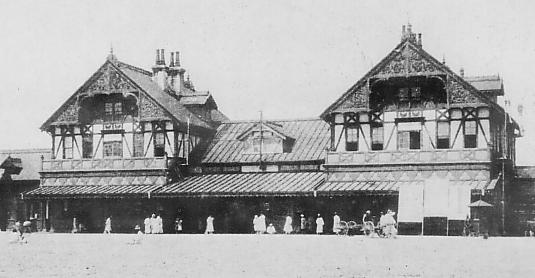
La prima stazione, chiamata allora Ryuzan

Quando nel 1899 venne inaugurata la linea Gyeongin, essa univa Chemulpo Incheon con Noryangjin, a sud del fiume Han. Nel 1900 venne finalmente realizzato un ponte sul fiume, e il capolinea portato alla stazione di Namdaemun (l'attuale stazione di Seul) passando per la nuova stazione di Yongsan.
Nel 1905 venne aperta anche la linea Gyeongbu, e da Yongsan partivano i treni diretti a Pusan. Durante la guerra russo-giapponese venne completata la linea Yongsan, e nel 1914 da Yongsan partiva anche la linea Gyeongwon.
Durante il periodo della dominazione giapponese, la stazione di Namdaemun non era altro che una piccola fermata, mentre Yongsan era effettivamente la principale stazione della città. Tuttavia, con l'aumento della popolazione della città, la stazione di Yongsan raggiunse la saturazione, e nel 1923 venne aperta la stazione di Keijō sull'area della stazione di Namdaemun.
Negli anni seguenti l'importanza della stazione di Yongsan gradualmente diminuì, e il fabbricato venne profondamente trascurato. Sebbene nel 1974 avvenne l'elettrificazione della linea Gyeongbu e l'apertura della linea 1 della metropolitana di Seul, il grande scalo merci presente sino al 1984 presso la stazione di Yongsan fu spostato a Uiwang, e la stazione venne ulteriormente ridimensionata.
Tuttavia, con l'avvio del progetto di alta velocità Korea Train Express, fra il 2004 e il 2006 la stazione è stata rinnovata da Hyundai Costruzioni, con l'apertura di un cinema e di un grande centro commerciale, chiamato I'Park Mall, collegato al vicino mercato dell'elettronica di Yongsan, un quartiere completamente dedito a prodotti di elettronica e di consumo, spesso a prezzi molto concorrenziali.
Dal 27 dicembre 2014, con l'apertura della linea Yongsan, sono stati attivati servizi diretti fra le linee Gyeongui e Jungang, creando la nuova linea Gyeongui-Jungang.

### Futuro
Per quanto riguarda la linea Sinbundang, è prevista l0estensione alla stazione di Yongsan dal 2018.
Nello spazio precedentemente utilizzato dallo scalo merci, rimasto in disuso per molti anni, è al momento in corso un vasto progetto di riqualificazione urbana.

## Binari
| ↑ Namyeong                                     |
| \| 13 12 \| 10 9 \| 8 7 \| 6 \| 5 4 \| 32 \| 1 |
| ↓ Noryangjin Ichon ↓                           |

| 1     | ■Linea Jungang            | Locali ed espressi per Wangsimni, Cheongnyangni, Guri, Yangpyeong e Yongmun     |
| 2     | ■Linea Jungang            | Binario riservato ai treni in arrivo (solo discesa passeggeri)                  |
| 3     | ■Linea Gyeongbu (Linea 1) | Espressi per Guro, Dong-Incheon e Cheonan                                       |
| 4     | ■Linea Gyeongbu (Linea 1) | Binario riservato ai treni Espresso Yongsan in arrivo (solo discesa passeggeri) |
| 5     | ■Linea Gyeongbu (Linea 1) | Locali per Guro, Dong-Incheon, Cheonan e Sinchang                               |
| 6     | ■Linea Gyeongbu (Linea 1) | Locali per Seul, Cheongnyangni, Uijeongbu e Dongducheon                         |
| 7-8   | ■Linea Honam              | Treni Saemaeul, Nuriro e Mugunghwa per Gwangju e Mokpo                          |
| 7-8   | ■Linea Jeolla             | Treni Saemaeul, Nuriro e Mugunghwa per Yeosu                                    |
| 7-8   | ■Linea Janghang           | Treni Saemaeul, Nuriro e Mugunghwa per Janghang                                 |
| 9-10  | ■Linea KTX Honam          | Treni KTX per Gwangju, Mokpo e Yeosu                                            |
| 12-13 | ■Linea KTX Honam          | Treni KTX per Seul e Haengsin                                                   |

## Galleria d'immagini

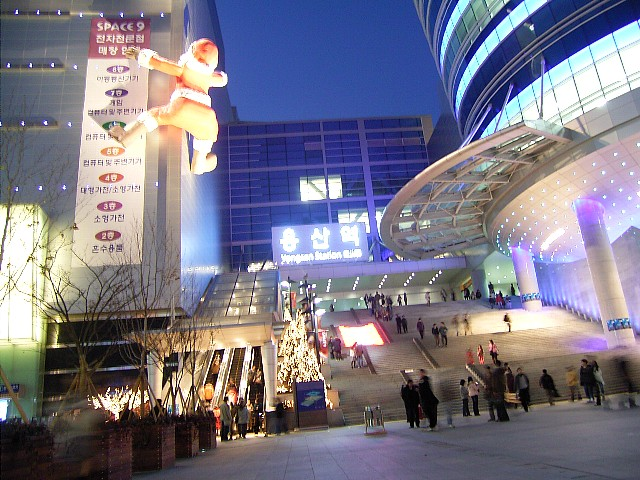
Vista dell'ingresso principale della stazione la sera
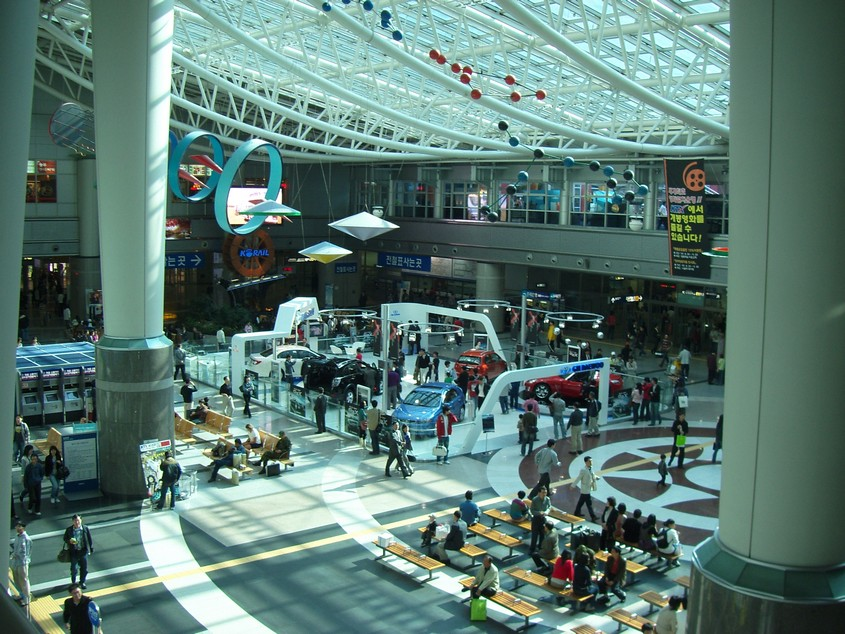
La sala d'attesa all'interno dell'atrio
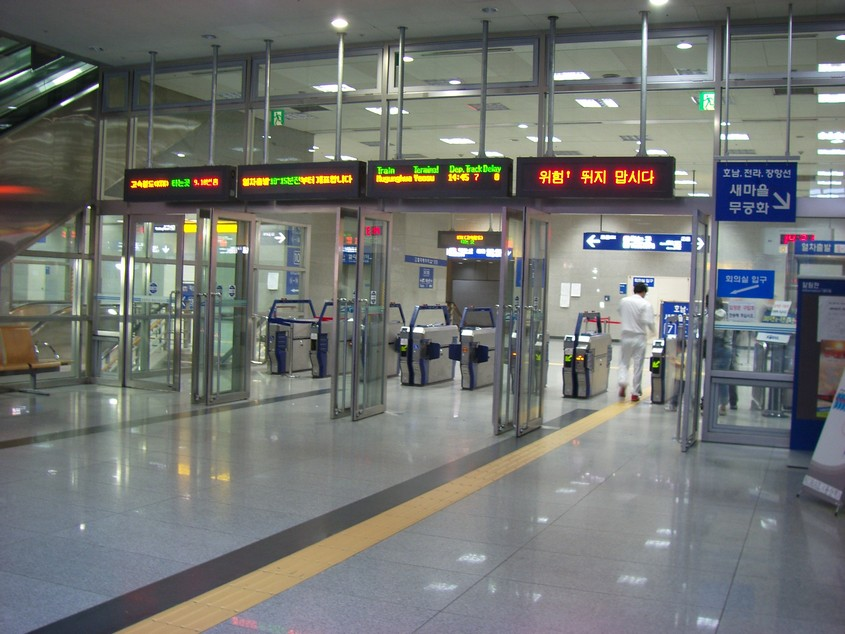
L'area tornelli per accedere ai binari
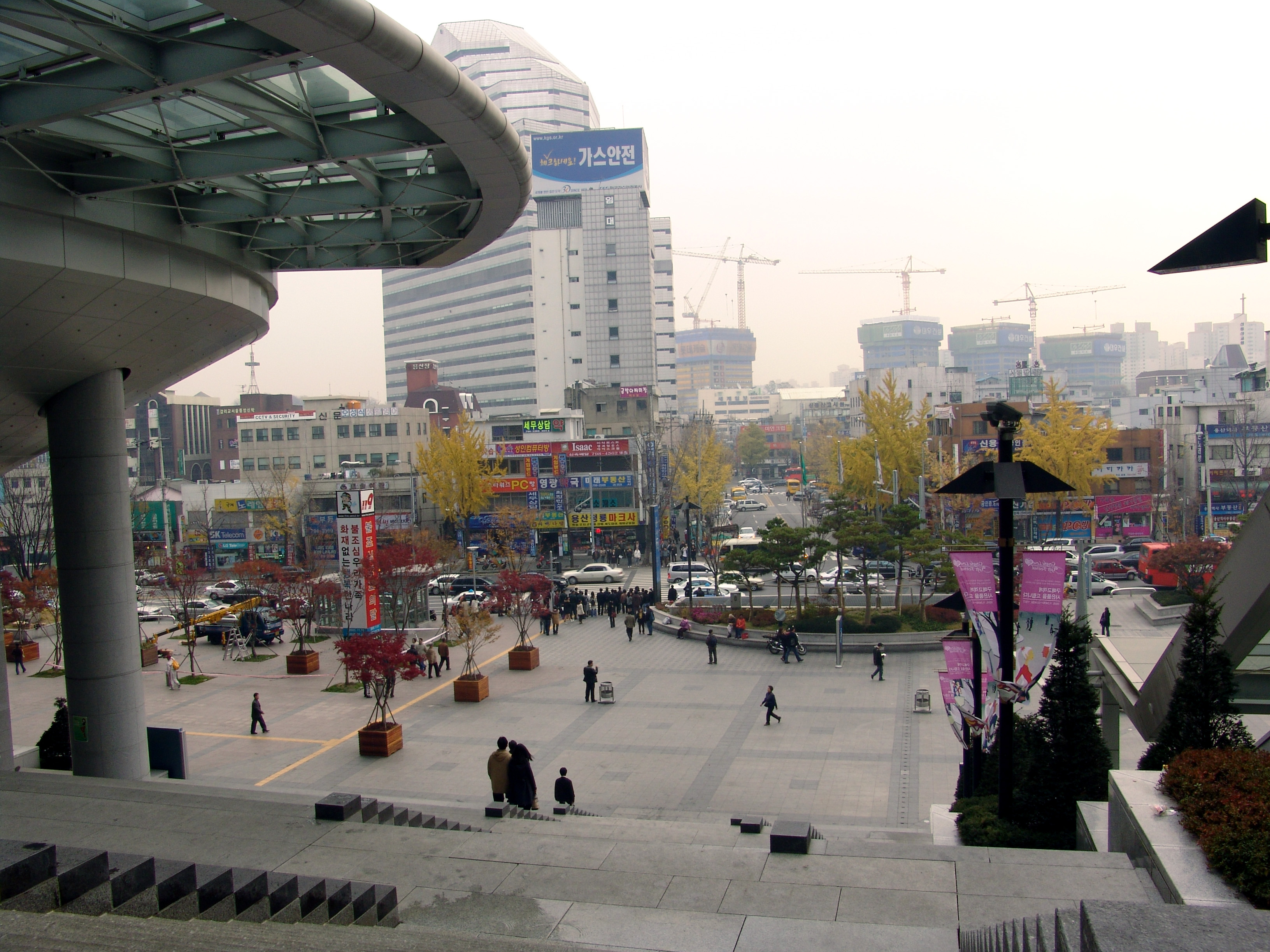
La piazza di fronte alla stazione
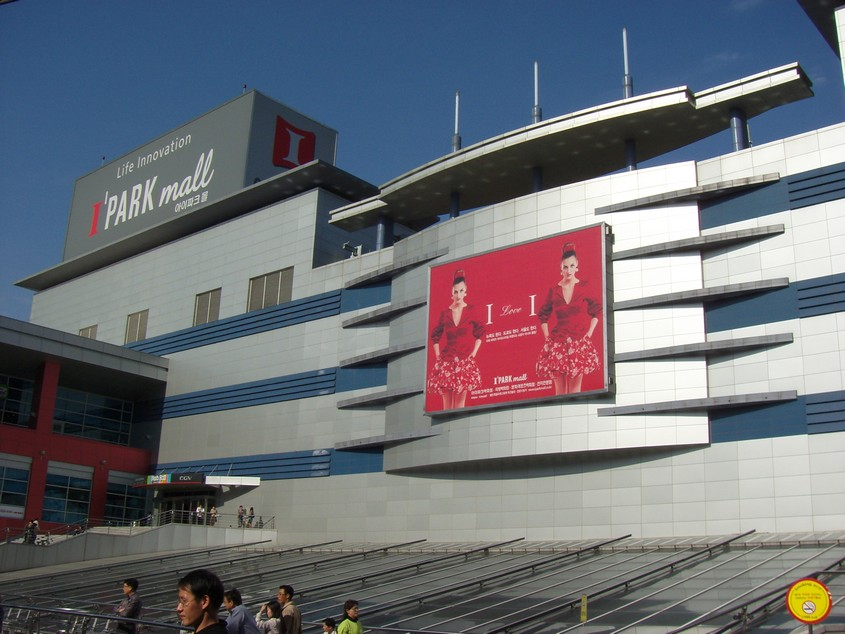
Il centro commerciale I'Park Mall
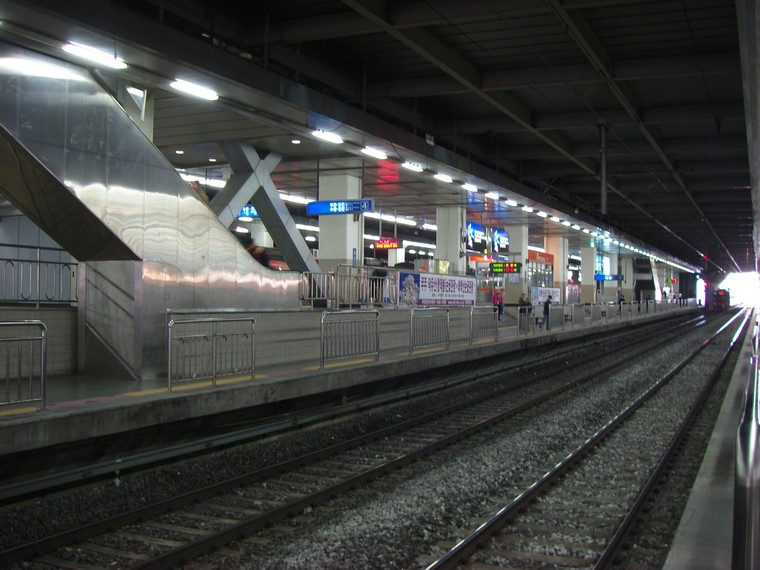
L'area binari, coperta dal fabbricato

## Stazioni adiacenti
| «                     | Servizio           | »             |
| KTX Honam             | KTX Honam          | KTX Honam     |
| --------------------- | ------------------ | ------------- |
| Haengsin              | -                  | Gwangmyeong   |
| Linea Gyeongbu        |                    |               |
| Seul                  | Saemaeul Mugunghwa | Yeongdeungpo  |
| Linea Gyeongbu        |                    |               |
| Capolinea             | Nuriro             | Yeongdeungpo  |
| Linea 1               |                    |               |
| Namyeong              | Locale             | Noryangjin    |
| Capolinea             | Rapido A           | Noryangjin    |
| Il Rapido B non passa |                    |               |
| Linea Jungang         |                    |               |
| Capolinea             | Locale Espresso    | Ichon         |
| Capolinea             | ITX - Chuncheon    | Cheongnyangni |